# Warrenton (Georgia)
Warrenton ist eine City mit 1744 Einwohnern (Stand: 2020) im US-Bundesstaat Georgia. Sie befindet sich im Warren County und ist dessen Verwaltungssitz.

## Geografie
Warrenton liegt nordwestlich im Warren County. Die Nachbarorte sind Norwood,  Norris und Thomson. Die nächste größere Stadt, Augusta, befindet sich etwa 71 Kilometer östlich, die Hauptstadt Georgias, Atlanta, etwa 196 Kilometer westlich. Das Stadtgebiet erstreckt sich über eine Fläche von 4,9 km².

## Bevölkerung
Im Jahr 2000 lebten 2013 Personen in der Stadt, davon 49,1 % Männer und 50,9 % Frauen. Im Vergleich zum Zensus von 1990 ist die Bevölkerungszahl um 8,3 % zurückgegangen. Das Durchschnittsalter der Bürger von Warrenton beträgt 35,3 Jahre. 69,4 % der Einwohner sind Afroamerikaner und 29,4 % Weiße. Im Jahr 1999 betrug das durchschnittliche jährliche Pro-Kopf-Einkommen 12.778 Dollar, also deutlich unter dem US-Durchschnitt (21.587 Dollar). Etwa 36 % der Gesamtbevölkerung und 30,7 % der Familien leben unterhalb der Armutsgrenze. Damit ist der Anteil der Armen wesentlich höher als im Bundesdurchschnitt.

## Schulen
Warrenton verfügt über eine öffentliche High School, die Warren County High School und eine private High School, die Briarwood Academy.

## Geschichte
Die Stadt wurde nach Joseph Warren benannt, dem ersten amerikanischen Offizier, der im Amerikanischen Unabhängigkeitskrieg starb.